# Relations entre la Nouvelle-Zélande et l'Union européenne
Les relations entre la Nouvelle-Zélande et l'Union européenne remontent à 1991 à la suite d'un accord entre la Commission européenne et la Nouvelle-Zélande en matière de science et technologie. Cependant, les relations bilatérales ne se sont vraiment développées qu'après une déclaration commune, signée en mai 2009 et prévoyant « un dialogue politique régulier ».

## Relations économiques
En 2000, l'Union européenne était le deuxième partenaire commercial de la Nouvelle-Zélande (à l'exception des services) après l'Australie. Ces exportations concernaient principalement la viande, les produits laitiers et l'horticulture ainsi que certains secteurs en croissance dont les produits de luxe, la nourriture, le vin, les services (dont le tourisme et les logiciels).

## Sources

## Compléments